# Okręg wyborczy Southwark

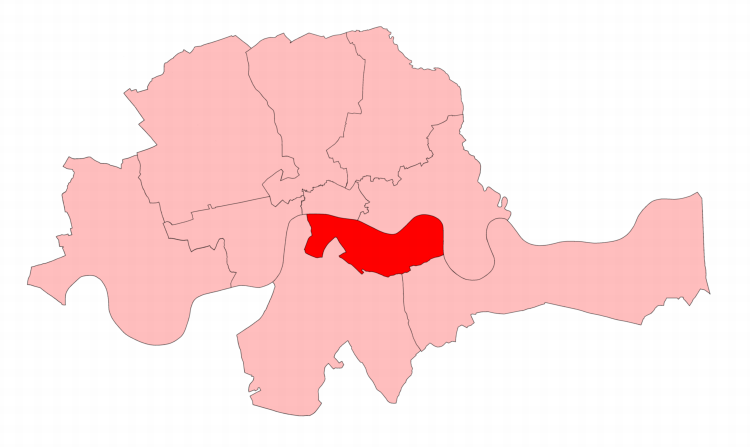
Mapa okręgu wyborczego Southwark czasie jego istnienia w latach 1868 do 1885 roku na planie obszaru metropolitarnego Londynu z tamtych lat.

Okręg wyborczy Southwark powstał w 1295 r. i wysyłał do angielskiej, a następnie brytyjskiej, Izby Gmin dwóch deputowanych. Okręg obejmował dystrykt Southwark w południowym Londynie. Zlikwidowano go w 1885 r., ale przywrócono ponownie w 1950 r., jako okręg jednomandatowy. Ostatecznie zlikwidowano go w 1974 r.

## Deputowani do brytyjskiej Izby Gmin z okręgu Southwark

### Deputowani w latach 1295-1640
- 1601: Zachariah Locke
- 1604–1611: George Rivers
- 1604–1611: William Mayhew
- 1621–1622: Richard Yarward
- 1621–1622: Robert Bromfield

### Deputowani w latach 1640-1885
- 1640–1644: Edward Bagshawe
- 1640–1645: John White
- 1645–1653: George Thomson
- 1645–1653: George Snelling
- 1654–1659: Samuel Highland
- 1654–1656: Robert Warcup
- 1656–1659: Peter De La Noy
- 1659–1660: George Thomson
- 1659–1660: Andrew Brewer
- 1660–1661: John Langham
- 1660–1679: Thomas Bloodworth
- 1661–1666: George Moore
- 1666–1679: Thomas Clarges
- 1679–1685: Richard How
- 1679–1685: Peter Rich
- 1685–1689: Peter Daniel
- 1685–1689: Andrew Bowyer
- 1689–1695: John Arnold
- 1689–1690: Peter Rich
- 1690–1698: Anthony Bowyer
- 1695–1713: Charles Cox
- 1698–1712: John Cholmley
- 1712–1712: Edmund Halsey
- 1712–1713: George Matthews
- 1713–1722: John Lade
- 1713–1722: Fisher Tench
- 1722–1724: George Meggott
- 1722–1730: Edmund Halsey
- 1724–1727: John Lade
- 1727–1734: Joseph Eyles
- 1730–1743: Thomas Inwen
- 1734–1741: George Heathcote
- 1741–1747: Ralph Thrale
- 1743–1754: Alexander Hume
- 1747–1761: William Belchier
- 1754–1761: William Hammond
- 1761–1774: Joseph Mawbey
- 1761–1765: Alexander Hume
- 1765–1782: Henry Thrale
- 1774–1784: Nathaniel Polhill
- 1782–1815: Henry Thornton
- 1784–1784: Barnard Turner
- 1784–1796: Paul le Mesurier
- 1796–1796: George Thellusson, wigowie
- 1796–1806: George Tierney, wigowie
- 1806–1812: Thomas Turton
- 1812–1830: Charles Calvert, wigowie
- 1815–1818: Charles Barclay
- 1818–1831: Robert Thomas Wilson, wigowie
- 1830–1830: John Rawlinson Harris
- 1830–1832: Charles Calvert, wigowie
- 1831–1835: William Brougham, wigowie
- 1832–1852: John Humphery, wigowie
- 1835–1840: Daniel Whittle Harvey, radykałowie
- 1840–1845: Benjamin Wood, wigowie
- 1845–1855: William Molesworth, radykałowie
- 1852–1857: Apsley Pellatt, wigowie
- 1855–1860: Charles John Napier, Partia Liberalna
- 1857–1880: John Locke, Partia Liberalna
- 1860–1870: Austen Henry Layard, Partia Liberalna
- 1870–1880: lord Marcus Beresford, Partia Konserwatywna
- 1880–1880: Edward George Clarke, Partia Konserwatywna
- 1880–1885: Arthur Cohen, Partia Liberalna
- 1880–1885: James Edwin Thorold Rogers, Partia Liberalna

### Deputowani w latach 1950–1974
- 1950–1959: George Isaacs, Partia Pracy
- 1959–1972: Ray Gunter, Partia Pracy
- 1972–1974: Harry Lamborn, Partia Pracy